# گری بنت (بازیکن فوتبال، زاده ۱۹۶۱)
گری بنت (انگلیسی: Gary Bennett؛ زادهٔ ۴ دسامبر ۱۹۶۱) بازیکن فوتبال اهل بریتانیا است.
از باشگاه‌هایی که در آن بازی کرده‌است می‌توان به باشگاه فوتبال دارلینگتون، باشگاه فوتبال کارلایل یونایتد، باشگاه فوتبال منچستر سیتی، باشگاه فوتبال وورکساپ تاون، باشگاه فوتبال ساندرلند، و باشگاه فوتبال کاردیف سیتی اشاره کرد.